# Сльози

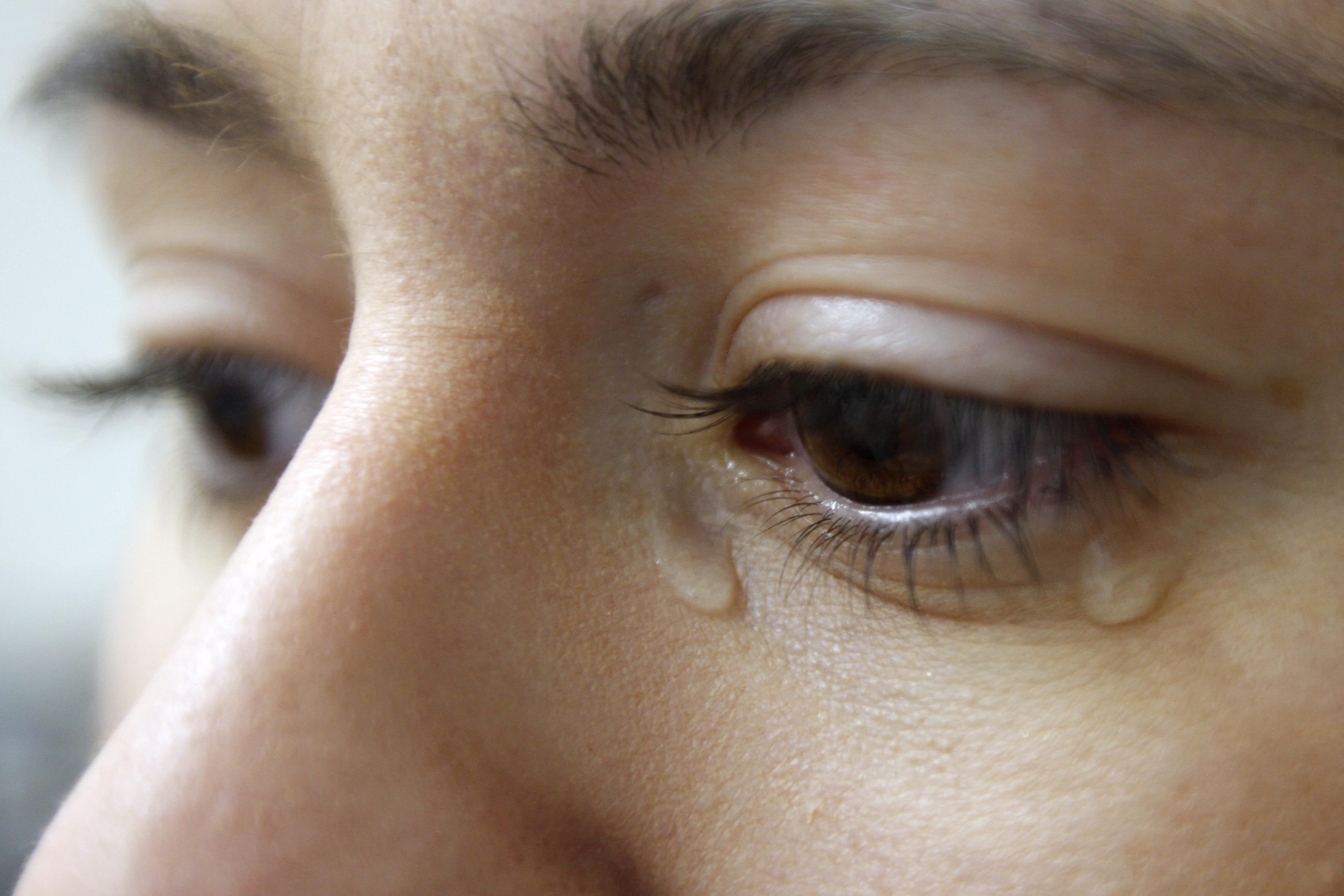
Сльози на обличчі

Сльо́зи — прозора, злегка опалесцентна рідина; секрет слізних залоз багатьох хребетних тварин і людини.

## Типи сліз
Виділяють три основні типи видів сліз:
- базальні — сльози, що безперервно виділяє сльозовий апарат ока (див. Фізіологія);
- рефлекторні — сльози, викликані дією подразнення. Наприклад, під дією газу, унаслідок забруднення (потрапляння в око чужорідних часточок) тощо;
- психічні — зазвичай називають плачем, тобто сльози, викликані психічним станом людини. Це найчастіше стрес, унаслідок негативних переймань, подеколи позитивних (сльози радості).

## Фізіологія

Сльозовий апарат: A) Сльозова залоза
B) верхня слізна точка
C) верхній сльозовий каналець
D) сльозовий мішок
E) нижня слізна точка
F) нижній сльозовий каналець
G) нососльозова протока

Сльози виділяє сльозовий апарат, який належить до допоміжних органів ока. Він складається зі слізної точки, сльозової залози, сльозових канальців, слізного мішка та нососльозової протоки. 
Сльозова залоза (glandula lacrimalis) розміщена в однойменній ямці лобової кістки у верхньолатеральному куті очниці, постійно виділяє секрет — власне сльози, у якому міститься лізоцим, що згубно діє на мікроорганізми, її 5—12 канальців відкриваються в щілину між кон'юнктивою й очним яблуком у зовнішній кут ока — слізну точку (lacrimal punctum), де містяться слізний сосочок з отвором. 
Зволоживши поверхню очного яблука, сльози відтікають до внутрішнього кута ока (до носа). Рухові слізної рідини в бік медіального кута ока сприяють кліпальні рухи повік. Тут вони збираються, і через сльозовий каналець потрапляють до сльозового мішка (lacrimal sac), що також розміщений у внутрішньому куті ока. З нього через нососльозову протоку сльози стікають у порожнину носа, під нижню раковину (тому іноді можна помітити, як під час плачу сльози течуть із носа).

## Хімія
Сльози мають слабколужну реакцію; містять до 99 % води, бл. 0,9% — неорганічних речовин (головним чином хлористого натрію) та бл. 0,1 % білків (зокрема лізоциму, лактоферіну, ліпокаліну).

## Значення
Сльози зволожують передню поверхню очного яблука, змивають із нього сторонні часточки, беруть участь у живленні рогівки.
Сльози виділяються безперервно в невеликій кількості, і мають бактерицидні властивості. 